# Dolmen Lo Morrel dos Fados
Le dolmen Lo Morrel dos Fados (« dolmen du coteau des Fées » en occitan) ou dolmen de las Fadas (« dolmen des Fées ») est un dolmen situé à Pépieux, à la limite des départements de l'Aude et de l'Hérault. C'est le plus grand dolmen à couloir du sud de la France. 

## Historique
Le monument a été partiellement fouillé en 1891 par M. Rivière. Au début du XXe siècle, la partie visible du dolmen ne comportait qu'une grosse dalle calcaire inclinée reposant d'un côté sur le sol, de l'autre sur trois piliers de grès.
En 1943, les abords du site sont inscrits au titre des monuments historiques.  En 1946, une équipe dirigée par Jean Arnal y effectue un sondage. Ces travaux confirment que le monument est un dolmen à couloir comme ceux construits dans le sud de la France au troisième millénaire. De 1962 à 1965, Jean Guilaine fouille les parties encore intactes du monument (couloir principalement). Après restauration, le dolmen est classé par arrêté ministériel du 5 mars 1969.
En 1972, une consolidation générale du monument est réalisée par la Conservation Régionale des Bâtiments de France. En juillet 1989, la municipalité de Pépieux achète le terrain sur lequel est sis le dolmen ainsi que deux terrains environnants, constituant l'enclos actuel d'une superficie de 1 ha 53. En 1993, Guilaine y dirige une nouvelle fouille pour évaluer l'état de conservation du tumulus. De 1997 à 1998, l'édifice bénéficie d'une restauration : les piliers orientaux sont remontés à leur hauteur initiale, le pilier artificiel supportant la dalle de couverture est camouflé et un remblaiement est effectué pour redonner au tumulus, dégradé par l'érosion, un aspect plus proche de l'origine. Les murets en pierre sèche du couloir d'accès sont restaurés.

## Description

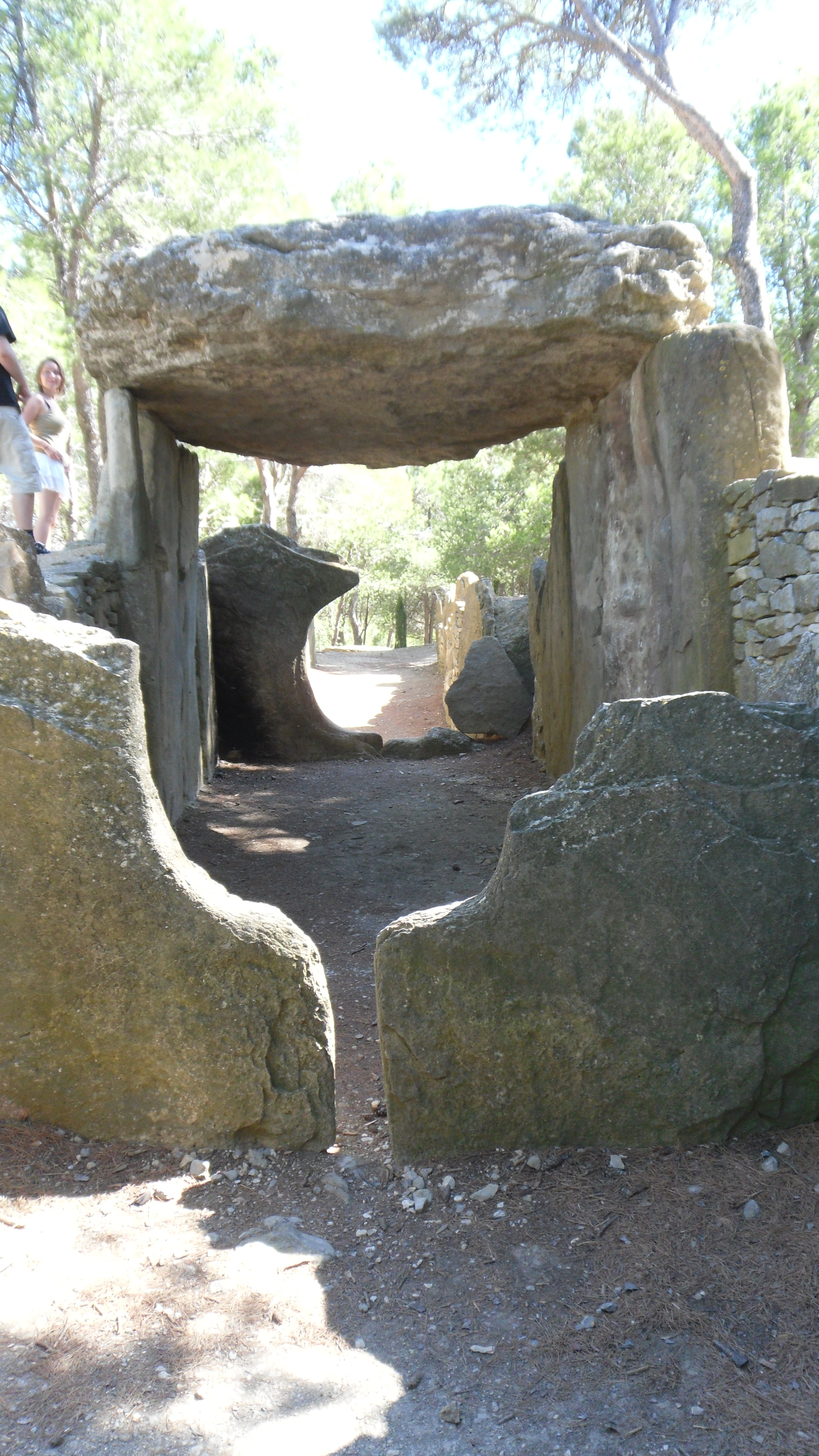
Le dolmen en 2011.

« Le monument des Fades à Pépieux, dans l'Aude, est avec 24 m de développement le plus grand mégalithe de la France méridionale ».
Le dolmen est constitué par une longue galerie mégalithique de 24 m de développement incluse dans un tumulus de 35 m de longueur atteignant jusqu'à 2,50 m de hauteur. Le dolmen comprend trois parties distinctes : un couloir, une antichambre et la chambre funéraire. Le couloir mesure 12 m de long, il est délimité marqué par des piliers, disposés face à face, alternant avec des murets en pierres sèches dont subsistent quelques témoins d'origine. L'antichambre mesure 6 m de longueur. Elle est recouverte d'une unique table de couverture (4,50 m de long sur 3,10 m de large et 0,40 à 0,55 m d'épaisseur), dont le poids est estimé entre 25 et 30 tonnes. La chambre terminale est fermée par une épaisse dalle de chevet. La transition du couloir à l'antichambre et de celle-ci à la chambre funéraire est assurée par deux portes réalisées par des dalles jointives sculptées en hublot.
En dépit de sa longueur, l'édifice n'est pas une allée couverte car le couloir est ici moins large que la chambre funéraire. Il est probable que le monument n'était pas à l'origine couvert sur toute sa longueur. En dehors de la dalle de couverture, toutes les autres dalles sont en grès rouges ou gris, prélevées sur place dans des affleurements plus ou moins proches. La dalle de couverture est constituée d'un calcaire à nummulites, qui pourrait provenir du causse de Siran, dans le Minervois, qui est le lieu d'extraction le plus proche, mais dont le gisement est situé à plus de 3 km de distance , ce qui implique donc un transport préalable.
Les fouilles de 1993 ont permis de mieux comprendre l'architecture du tumulus. Le tertre originel devait être peu étendu et ne pas dépasser 3 m de largeur au-delà des orthostates du dolmen. Un grand monolithe en grès (3,98 m de long sur 0,75 m de large et 0,40 m d'épaisseur), fracturé transversalement au tiers de sa longueur, a été découvert sur le flanc nord du tumulus. Le bloc a été régularisé. Il était associé à un empierrement artificiel constitué de dallettes en grès correspondant à un ancien aménagement. Il pourrait correspondre à un ancien pilier ou à une stèle indicatrice.

## Mobilier archéologique
Rivière recueillit de nombreux ossements humains, dont certains comportaient des traces de combustion, des tessons de poteries noirâtres à pâte grossière, des silex, des outils en bois de cerf et deux disques perforés en schiste. Le mobilier archéologique collecté est conservé au dépôt de fouilles de Carcassonne hormis un poignard à rivets, le plus original rencontré à ce jour, conservé au musée d'Olonzac. Il témoigne d'une métallurgie naissante, entre 3400 et 2900 avant notre ère, favorisée par l'existence de gîtes cuprifères dans le Minervois. 
Le dolmen a probablement été construit vers 3500 av. J.-C. par une population appartenant à la culture de Véraza.